# Pristimantis adiastolus
Pristimantis adiastolus là một loài động vật lưỡng cư trong họ Strabomantidae, thuộc bộ Anura. Loài này được Duellman & Hedges mô tả khoa học đầu tiên năm 2007.